# Аксель Кісіллоф
А́ксель Кісілло́ф (ісп. Axel Kicillof, ісп. вимова: [ˈaksel kisiˈlof]; нар. 25 вересня 1971, Буенос-Айрес) — державний і політичний діяч Аргентини. Чинний губернатор провінції Буенос-Айрес.

## Біографія
Народився 25 вересня 1971 року у Буенос-Айресі. Друга дитина в сім'ї психолога Нори Баренштейн та психоаналітика Даніеля Кісіллофа, які були ашкеназами. Виріс у районі Реколети. Коли Акселю Кісіллофу було 22 роки, його батько наклав на себе руки.
З 1984 по 1989 навчався в Національній школі Буенос-Айреса. З 1990 по 1995 рік навчався на факультеті економічних наук Університету Буенос-Айреса, який закінчив з відзнакою, здобувши ступінь у галузі економіки зі спеціалізацією у державному секторі. Був найкращим учнем у класі зі 122 осіб. З 1997 до 2005 року навчався в аспірантурі Університету Буенос-Айреса, здобувши ступінь доктора економіки. Його докторська дисертація, пізніше опублікована у вигляді книги, називалася «Génesis y estructura de la Teoría General de Lord Keynes».
В університеті був студентським лідером: головою студентської організації «Tontos pero No Tanto», а також був членом молодіжної групи «La Cámpora», яку потім очолив Максимо Кіршнер, син відомих політиків Нестора і Крістіни Кіршнерів. Як студентський лідер сприймався студентами як «рок-зірка». З 1989 по 2001 критикував політику неолібералізму в Аргентині.
Біограф називав Акселя Кісілоффа «економічним гуру, який підкорив Крістіну Кіршнер», оскільки той зіграв важливу роль у ренаціоналізації енергетичної компанії «YPF» у 2012 році. З 2013 до 2015 року обіймав посаду міністра економіки Аргентини при адміністрації президента Крістіни Фернандес де Кіршнер, а потім з 2015 по 2019 рік був членом Палати депутатів Аргентини від Буенос-Айреса.